# Löwenzahn (Fernsehsendung)
Löwenzahn ist eine Fernsehserie des ZDF mit dem Ziel unterhaltsamer Wissensvermittlung für Kinder und Erwachsene. Die seit 1981 laufende Sendereihe wurde bekannt durch Peter Lustig, der sie bis Ende 2005 moderierte. Im Oktober 2006 übernahm Guido Hammesfahr als Fritz Fuchs die Moderation der Sendung.

## VorgängersendungPusteblume
Vorgängersendung von Löwenzahn war die Reihe Pusteblume, deren Erstausstrahlung ab dem 7. Januar 1979 stattfand.
In dieser Serie wohnte Peter im Gegensatz zur späteren Sendung Löwenzahn noch in einem Haus in Bayern, doch als das Produktionsunternehmen FiB (Fernsehen in Bayern) Streitigkeiten mit dem ZDF hatte, wurde die Serie eingestellt und von Studio.TV.Film als Löwenzahn mit einem Bauwagen in Berlin fortgesetzt. Da FiB die Namensrechte an Pusteblume besaß, musste die Sendung umbenannt werden. Zwanzig Folgen von Pusteblume wurden ausgestrahlt, zwei weitere (21: Peter stürmt den Gipfel und 22: Peter und das Seehundbaby) wurden nur auf Video veröffentlicht. In Folge 15 „Peter bekommt einen Hund“ erhält Peter Lustig den Hund „Willi“, der auch noch in den ersten Folgen von „Löwenzahn“ auftritt, dann jedoch wegläuft und später nicht mehr dabei ist.
In Folge 18 erlebt Peter die Geburt einer Giraffe in einem Zoo mit.
In der ersten Folge von Löwenzahn zieht Peter aus, da eine Einflugschneise direkt über seinem Haus verläuft und er den Lärm nicht mehr aushält. Die Erstausstrahlung mit neuem Titel war am 24. März 1981.

## Die SendungLöwenzahn

### Zielgruppe
Im Gegensatz zur Sesamstraße (ARD), die ebenfalls zum Lernen anregen will und eher für Vorschulkinder konzipiert ist, wendet sich Löwenzahn an Kinder und Erwachsene. In einem Interview mit der Stuttgarter Zeitung im Jahr 2004 sagte Peter Lustig: „Inzwischen wissen wir, dass unsere größten Fans so wie bei der ‚Sendung mit der Maus‘ deutlich über 30 sind. Die haben vor 25 Jahren als Kinder schon die Ausgaben der ‚Pusteblume‘ gesehen und sind uns bis heute treu geblieben. Wir bekommen täglich E-Mails, in denen uns das bestätigt wird.“

### Konzept und Inhalt

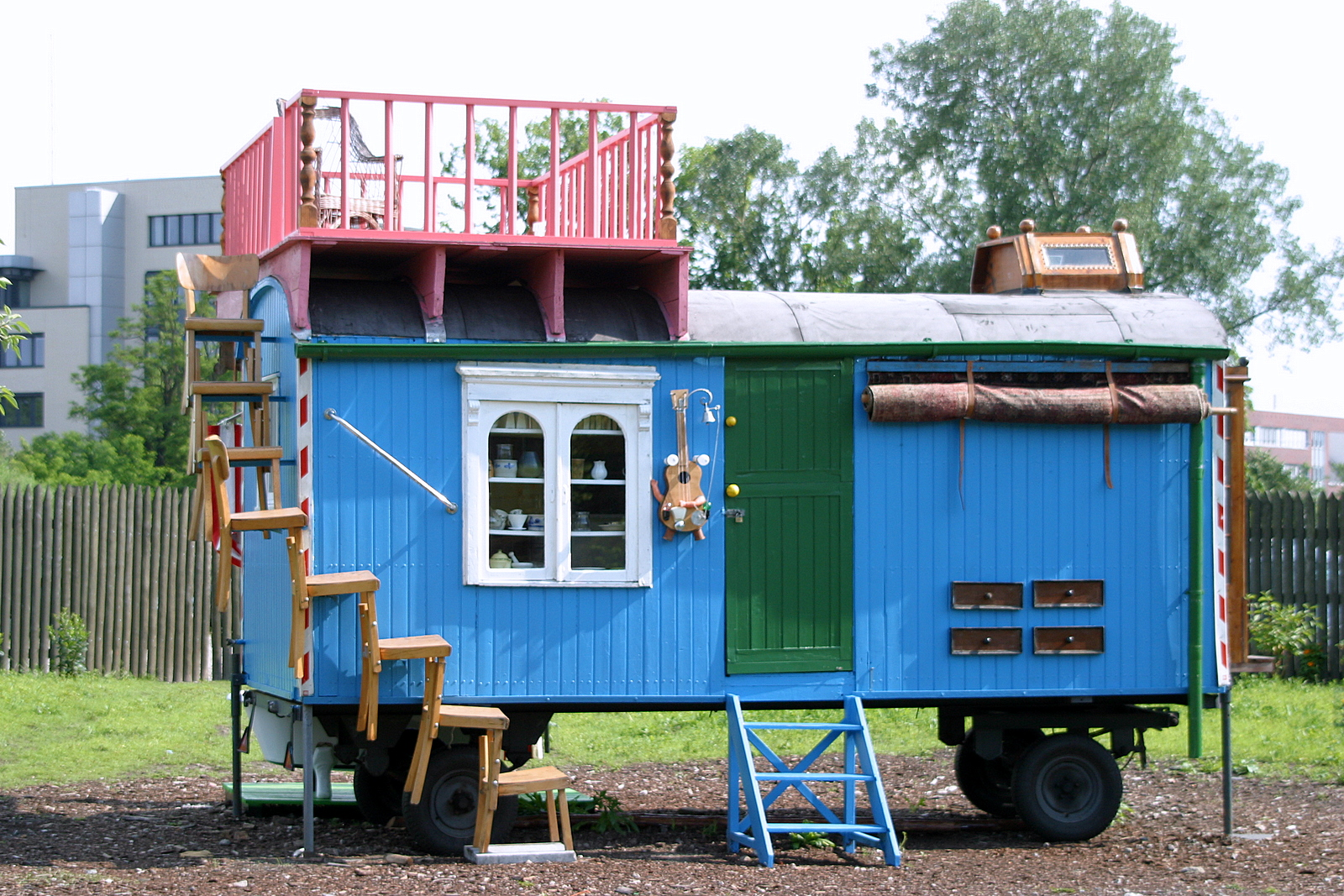
Der originale Bauwagen auf dem Gelände des Filmparks Babelsberg

Die Sendung Löwenzahn besteht in jeder Folge aus einer Rahmenhandlung rund um Peter Lustig und den blauen Bauwagen. Es wird stets ein bestimmtes Thema behandelt und durch von Peter Lustig kommentierte Filmbeiträge, erzählte Bildergeschichten oder auch Lieder ergänzt. Peter Lustig spricht den Zuschauer dabei oft direkt an und bezieht diesen so in die Sendung mit ein. Das Grundkonzept der Serie wurde in der ersten Folge (Peter zieht um) thematisiert. In diesem Zusammenhang wird dem Zuschauer das Grundprinzip von Regeln in Luft- und Schifffahrt sowie der Eisenbahn erklärt.
Um aus seinem Haus auszuziehen, erwirbt Peter Lustig einen alten, blauen Bauwagen, den er mit Trude und ihrem roten Käfer-Cabriolet auf ein am Stadtrand gelegenes Wiesengrundstück fährt, in bzw. an den Elchwinkel (s. a. Produktion und Drehorte). Dieses Wiesengrundstück wird Peter in Folge 1 von Trude angeboten, die es als Schrebergarten nutzt. Dort beginnt er, den Bauwagen umzubauen. Nur mit dem Material, das vorhanden ist, den alten Möbeln aus dem Haus, der ausgebauten Badewanne etc., gelingt es Peter Lustig, in und um den Bauwagen herum eine Küche, ein Schlafzimmer, ein Wohnzimmer und ein Bad unterzubringen. Auf diese Weise wurde den Zuschauern vermittelt, dass auch vermeintlicher „Schrott“ noch brauchbar sein könne, und dass es Spaß mache, Bestehendes in Frage zu stellen, sich Neues auszudenken und eigene Pläne und Überlegungen praktisch umzusetzen. Dieses Konzept wurde über 25 Jahre beibehalten und diente als Grundkonzept jeder Sendung.
In der Serie bringt der Moderator den Zuschauern sowohl naturwissenschaftliche Zusammenhänge als auch Wissen über Tiere oder alte Kulturen (zum Beispiel die Römer) nahe. Das Spektrum der Themen ist sehr umfassend: von gesunder Ernährung, Salzgewinnung aus Salinen, Verkehrsproblemen in der Stadt, Urlaub auf dem Bauernhof bis hin zu den Sternen bei Nacht und zahlreichen anderen Themen. Lange Zeit enthielt Löwenzahn so auch den Beinamen „Geschichten aus Natur, Umwelt und Technik“.
In der Sendung wurden von Beginn an bestimmte Themen oftmals unter ökologischen und weniger unter anderen Gesichtspunkten, wie z. B. Wirtschaftlichkeit, betrachtet. Auch an Medienkritik ließen es die Autoren nicht fehlen. Die jungen Zuschauer sollten an einen maßvollen Umgang mit dem Medium Fernsehen herangeführt werden. Daher forderte Lustig seit der ersten Folge von Pusteblume zum Ende der Sendung dazu auf – mit Blick in die Kamera und so die Zuschauer direkt ansprechend – nicht länger vor dem Fernseher zu sitzen, sondern das Gerät abzuschalten.

### Produktion und Drehorte
Die Redakteure der Sendung wohnten zu Beginn der 1980er Jahre in Bärstadt im Taunus – nicht weit von Mainz, dem Sitz des ZDF. Zudem lag das Produktionsunternehmen Studio Heidelberg in einem Vorort der Universitätsstadt, nämlich Altenbach (bei Schriesheim), 65 Kilometer von Bärstadt entfernt. Im Laufe des ersten Produktionsjahres bekam die fiktive Stadt, an deren Randlage das Wiesengrundstück liegt, daher den Namen Bärstadt. Hauptdrehort der Serie wurde jedoch Berlin und Umgebung. Der Bauwagen stand in Folgen der Staffeln 1, 2, 3 und 5 im Berliner Stadtteil Heiligensee, in Folgen der Staffeln 9, 10 und 11 in der Kornaue in Berlin-Wannsee und in den meisten Folgen der Staffeln 12–17 und 19–22 in Kleinmachnow. Das Wappen Berlins zeigt einen Bären, sodass der fiktive Name Bärstadt weiter gut passte.
Hin und wieder wurden Außenszenen allerdings auch in Heidelberg, Freiburg im Breisgau und Mainz gedreht. Es gab auch weiter entfernt gelegene Drehorte. So wurden zum Beispiel die Folgen 69 (Peter tanzt auf dem Vulkan) und 83 (Wasser gibt’s nicht überall) zum größten Teil auf der kanarischen Insel Lanzarote gedreht. In der Folge 75 (Peter auf Schatzsuche) befindet sich Peter auf dem Großmarkt Rungis in Paris. In Folge 109 (Peter auf hoher See) wurde teilweise an Bord der Finnjet aufgenommen, Folge 121 (Peters Höhenflug) auf dem Flughafen Hannover, Folge 174 (Peter klettert in den Bergen) auf dem Wendelstein und Folge 115 (Peter und der Geist der Marksburg) auf der Marksburg. Derzeitiger Drehort ist Hennigsdorf. Der Standort des Bauwagens ist von der Straße nur teilweise einsehbar.

#### Bauwagen
Der erste Bauwagen für Peter Lustig wurde 1980 von Klaus Fischer entworfen und von Clausing & Wrede gebaut. Er war von 1980 bis 2005 im Einsatz und wurde zwischen den Dreharbeiten in einer Halle zwischengelagert. Heute steht er im Filmpark Babelsberg in Potsdam im Freien. Er verfügte über eine Stuhltreppe zur Dachterrasse, eine horizontal geteilte Tür, ein Oberlicht, vier Außenschubladen, ein hochziehbares Bett, einen Klappschreibtisch, Hängeschränke, eine Kochnische mit zwei Elektrokochplatten und Spüle, Ofenheizung, die sprechende Türklingel „Klaus-Dieter“ und eine Außenbadewanne.
Der zweite Bauwagen für Fritz Fuchs wurde von Christoph Tillmann auf dem Gestell eines früheren WC-Wagens entworfen und ist seit 2006 im Einsatz. Er verfügt zu der Stuhltreppe zur Dachterrasse über eine Feuerwehr-Rutschstange, eine horizontal dreigeteilte Tür, ein Oberlicht, ein Innenbad mit Ausblick, vier Außenschubladen, ein Hochbett über dem Bad, Wintergarten, eine Kochnische mit zwei Elektrokochplatten und Spüle sowie eine Essecke.
Es existiert außerdem ein Veranstaltungs-Bauwagen, der seit dem Jahr 2000 über die Agentur Himmel und Erde angemietet werden kann. Er besitzt anstatt der Stuhltreppe eine Wangentreppe mit Geländer, er ist länger und auch der Innenausbau ist anders als beim Original.
Schließlich gibt es einen fast originalgetreuen Nachbau des ersten Bauwagens.

### Löwenzahn mit Peter Lustig

Logo zu Peter-Lustig-Zeiten

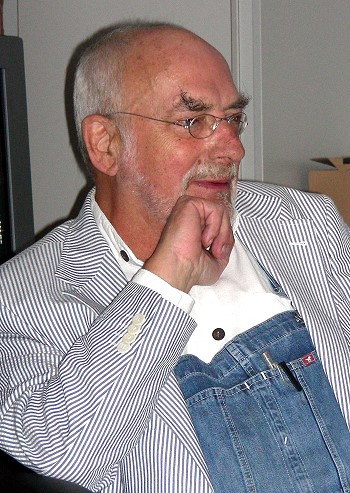
Peter Lustig im Oktober 2005

Peter Lustigs Markenzeichen waren seine Latzhose (über die es eine eigene Folge gibt und die im ersten Produktionsjahr der Pusteblume 1978/79 noch „mit Schlag“ war), eine Nickelbrille, ein Bärtchen (das in den 27 Jahren Produktionszeit erst schwarz und nur ein Oberlippenbart, dann grau und ein Vollbart und zum Schluss weiß war) und eine Halbglatze. In seinem Alltagsleben stieß Peter Lustig immer auf Probleme und Dinge, die er nicht verstand, woraufhin er begann, nachzuforschen. Dabei bewies er Neugierde, Aufgeschlossenheit, aber auch Selbstironie und Witz. Er besuchte Fabriken, Museen, Theater und Labors. Er ging auf Expeditionen in ein Bergwerk, ein spanischsprachiges Vulkangebiet, in den Zoo, in Spukschlösser oder in seinem eigenen Garten. Er buk Brot, lernte Kühe zu melken, beschnitt Apfelbäume nach Anleitung eines Obstbauern und ließ sich einmal sogar beim Schwarzfahren im Bus erwischen. Die Figur sollte nicht als perfekt und allwissend angelegt sein, allerdings auch nicht zu kindlich und zu naiv wirken. Da Peter Lustig bei der Entwicklung der gleichnamigen Figur ein Mitspracherecht hatte (ab 1983 war er auch Autor vieler Sendungen), sorgte er dafür, dass die Figur immer ein Erwachsener war, „der sich eine Neugier bewahrt hat, ohne dabei kindisch zu wirken“, wie er selbst sagte. In den ersten Folgen wird sein Umzug mit dem Bauwagen, die Strom- und Wasserlegungen uvm. dargestellt.
Sein Abschiedsspruch am Ende der Sendung war in Variationen: „Jetzt kommt nichts mehr, ihr könnt also abschalten.“ Eine Variation findet sich in Folge 21, wobei er diesen Spruch in japanischer Sprache aufsagt.
An das verwilderte Wiesengrundstück Lustigs grenzt der sauber beschnittene Garten des Nachbarn Hermann Paschulke, gespielt von Helmut Krauss. Die Figur dient seit 1981 (Peter und die langen Leitungen) als Gegenentwurf zur Figur Peter Lustig. Der Nachbar ist übergewichtig, an einer ökologischen Lebensweise nicht interessiert, sondern verschwenderisch und wenig umweltbewusst, ernährt sich ungesund, treibt keinen Sport, fährt große Autos, hat Angst vor Spinnen, mäht seinen Rasen stets kurz und erfüllt zahlreiche Klischees eines typisch deutschen Spießbürgers. Oft waren es Paschulkes „Fehler“, die Lustig beobachtete und die seine Neugierde weckten. Dennoch war Paschulke im Grunde herzensgut und Lustig ein guter Freund und Nachbar, der sich zwar manchmal über „Krach“ in Lustigs Garten beschwerte, ihm andererseits auch gelegentlich unter die Arme griff, ihm bei seinen Projekten und Experimenten half und Reisen mit ihm unternahm.
Paschulke war in den ersten Episoden noch namenlos, hieß in einer Folge (Peterchens Mondfahrt) zunächst Opitz und bekam erst 1986 mit Peter geht zur Feuerwehr seinen späteren Namen.
In einer Folge (Der Unkrautgärtner) taucht zudem ein anderer, charakterlich ähnlicher Nachbar auf: Herr Gründlich, gespielt von Wilfried Herbst.
In Nebenrollen tauchten außerdem Peters Tante Elli (Inge Wolffberg), andere Verwandte und Freunde sowie Fachleute zu den jeweiligen Themen auf. Hin und wieder waren es echte Fachleute, andernfalls wurden sie von Schauspielern dargestellt, u. a. von Heinrich Schafmeister. In den ersten Folgen trat Ute Fitz-Koska als schwesterliche Freundin Trude auf.
Eine weitere Figur war der von Peter gebastelte Klaus-Dieter, eine Art Roboter, der an Peters Bauwagen neben dem Eingang hing und dessen Körper aus einer Ukulele, zwei Glühlampen für die Augen und dem Arm einer Puppe bestand. Peters Treiben wurde von Klaus-Dieter oft ironisch kommentiert.
Anlässlich des 25-jährigen Jubiläums entstand 2005 der Spielfilm Löwenzahn – Der Film: Die Reise ins Abenteuer, der eine zusammenhängende Geschichte erzählt und auch als Dreiteiler ausgestrahlt werden kann. Hier wird Peter ein Schloss als Ersatz für sein Grundstück angeboten. Dieses erweist sich nach dem Vertragsabschluss als Trick eines Baulöwen (gespielt von Dietmar Bär), der Peters Bemühungen sabotiert, vom Kauf zurückzutreten. Ende 2005 zog sich Lustig wegen gesundheitlicher Probleme aus der Produktion zurück. Zum Abschied wurde 2005, wie schon 5 Jahre zuvor zum 20-jährigen Bestehen der Serie, eine Löwenzahn-Nacht gesendet. Diese moderierte Lustig von seinem Haus in der Nähe von Husum aus. Auch nach Lustigs Ausstieg in Folge 200 spielte Helmut Krauss weiterhin als Herr Paschulke in der Serie mit.
Nach Peter Lustigs Tod am 23. Februar 2016 zeigte das ZDF in der Nacht des darauffolgenden Samstag (27. Februar) auf Sonntag (28. Februar) eine lange Löwenzahn-Nacht mit klassischen Peter-Lustig-Folgen. Eine Auswahl an Folgen mit Peter Lustig wurde bis Ende März 2021 im ZDF als Löwenzahn Classics am Sonntagmorgen, gleich nach den neuen Folgen mit Fritz Fuchs, gezeigt.

### Löwenzahn mit Guido Hammesfahr als Fritz Fuchs
Mit Folge 201 im Oktober 2006 trat der Schauspieler Guido Hammesfahr, bekannt aus der Sat.1-Comedy-Reihe Ladykracher, in der Rolle des Fritz Fuchs die Nachfolge von Peter Lustig an. Der fiktive Handlungsort Bärstadt und der starrköpfige Nachbar Paschulke (Helmut Krauss) blieben erhalten. Aufgrund des Moderatorenwechsels entstand der Pilotfilm Verblüffende Entdeckung in Bärstadt, der ebenfalls eine zusammenhängende Geschichte erzählt, und der auch als Zweiteiler ausgestrahlt werden kann. Fritz Fuchs entdeckt den verlassenen, verfallenen Bauwagen von Peter Lustig. Warum dieser den Bauwagen verlassen hat und was aus ihm geworden ist, wird nicht erklärt. Er ist von den Raffinessen seines Vorgängers begeistert und beschließt, hier einzuziehen. Doch es gibt auch noch andere Interessenten. Der Schrotthändler (Ralf Richter) tut alles, um den Bauwagen zu bekommen. Am Anfang ist auch noch Paschulke gegen den Einzug von Fritz, aber als der Händler in die Wasserprobe uriniert, um dadurch den Einzug zu verhindern, ist auch er für Fritz.
Den Senderangaben zufolge sind die neuen Folgen mit Hammesfahr „schneller, aktionsreicher, mobiler und dichter in der Handlung“. Zudem sollen die Sportlichkeit, der Tatendrang und die Schlagfertigkeit des 1968 geborenen Hammesfahr in die modernisierte Sendung einfließen. Wie Peter Lustig verabschiedet sich auch Hammesfahr immer mit dem gleichen Spruch von den Zuschauern: „Ich weiß ja nicht was ihr macht, aber Keks und ich, wir drehen mal wieder ’ne Runde.“ Danach macht er eine Geste mit der Hand, indem er das Ausschalten mittels eines Drehknopfes, wie man ihn von alten Fernsehern vor den 1970er Jahren kennt, imitiert.
Mit der Einführung der neuen Hauptfigur Fritz Fuchs treten regelmäßig Fritz’ Schwester Suse Fuchs-Liebig (Eva Mannschott), Kioskbesitzerin Yasemin Saidi (Sanam Afrashteh) und sein Berner Sennenhund Keks in neuen Nebenrollen auf. Yasemin heißt in den früheren Folgen Demirkhan mit Nachnamen und hat persische Wurzeln, ihre Eltern sind aus dem Iran. Ihr gehört der Kiosk in der Nähe des Bauwagens. Sie ist von Beginn an Fritz’ beste Freundin und beide helfen sich gegenseitig, wenn es Probleme gibt. Sie hat einen Neffen namens Hadi und eine kleine Nichte. Oft zitiert sie ihre Oma Saidi, von der sie auch die eine oder andere exotische Kostbarkeit, wie zum Beispiel ein Backbuch mit orientalischen Backwerken, besitzt.
Seit 2012 wurde Fritz’ Familie um seine kreativ-chaotische Cousine Charlie (Géraldine Raths) erweitert. Sie hat immer sehr große Träume und große Ideen, bringt aber dann vieles in ihrem Umfeld in Unordnung. Darüber hinaus kam 2012 auch Heinz Kluthe (Holger Handtke) vom Bärstädter Ordnungsamt dazu. Er ist das genaue Gegenteil von Fritz und Charlie und ist immer sehr genau, penibel und ordnungsliebend und hat eine große Angst vor Keimen. In der Folge Kriminalistik – Der falsche Hase tritt zudem Holger Handtke neben der Rolle des Heinz Kluthes auch in der Rolle von Heinz Kluthes Zwillingsbruder Horst auf, der als Bankräuber gesucht wird.
In einzelnen Folgen sind prominente Schauspieler und Komiker in Nebenrollen zu sehen, etwa Piet Klocke als Insektensammler, Hans Werner Olm als Hausmeister bzw. als Putzfrau (als Luise) in einer Doppelrolle in einem Streichermuseum, Ralf Schmitz als Modellbootfreak, Dietmar Huhn als Förster, Bernhard Hoëcker als Verkäufer, Tom Gerhardt als Hausmeister, Wolfgang Bahro als Verkäufer von Grundstücken auf dem Mond und Gayle Tufts als Spinnenexpertin. Im Oktober 2007 trat Peter Lustig noch ein letztes Mal in der Folge Lebenswandel – Zeitreise in Bärstadt auf.
Am 17. Mai 2020 wurde die Folge Endlos haltbar – Wenn aus Nachbarn Freunde werden erstausgestrahlt, welche als eine Hommage an die 40 Jahre mit dem Nachbar Paschulke gedacht ist, in der sich die Serie auch gleichzeitig von ihm verabschiedet. In dieser Folge ist Paschulke auf der Pazifikinsel Tonga im Urlaub und beschließt, nicht mehr nach Bärstadt zurückzukehren, sondern auf Tonga zu bleiben. Sein Grundstück erbt sein Neffe David Paschulke (Daniel Zillmann). Der Schauspieler Helmut Krauss, der die Rolle des Nachbarn Paschulke seit 1981 spielte, starb am 26. August 2019.

### Musik
Die Titelmelodie stammt von Matthias Raue und Martin Cyrus.
Im Laufe der Jahre wurden immer wieder Stücke weiterer Künstler als Soundtrack bzw. Hintergrundmusik für einzelne Folgen verwendet, zum Beispiel:
- Leo Kottke: Buckaroo (1977) in Eine Linde namens Paul (Folge 8)
- Deuter: Cicada, From Here to Here, Light (1982) in Peter sucht das Wattenmeer (Folge 57)
- Frankie Goes to Hollywood: Welcome to the Pleasuredome (1985) in Peter tanzt auf dem Vulkan (Folge 69)
- Volker Kriegel: Dora (1976) in Peter will über den Bach (Folge 76)

### Sonstiges
- In Folge 165 Wenn's dem Wasser zu kalt wird mit Peter Lustig hatte Rabe Rudi aus der Kinderserie Siebenstein einen Cameo-Auftritt. In Folge 181 Peter und die Kupferkanne sucht Peter Lustig für seine Tante Elli im Trödelladen von Frau Siebenstein ein Geburtstagsgeschenk; die Hauptfiguren der Serie treten jedoch nicht auf, dafür ein Trödelhändler namens Elmar Windig, der als Besitzer des Ladens genannt wird.
- Viele Themen, die einst schon einmal mit Peter Lustig behandelt wurden, werden derzeit etwas aufgefrischt mit Fritz Fuchs erneut gedreht und gesendet.
- Im Rahmen der Kindersendung Spielhaus wurden einige Löwenzahn-Folgen auf Schweizerdeutsch synchronisiert und im DRS ausgestrahlt.
- In Folge 223 Lebenswandel – Zeitreise in Bärstadt übernimmt der ehemalige Moderator der Sendung, Peter Lustig, eine Gastrolle als Erfinder und ehemaliger Bauwagenbesitzer, der in seine alte Umgebung zurückkehrt. Außerdem kommt es zu einem Wiedersehen mit seinem alten Nachbarn Paschulke. Dessen indirekte Frage, ob er noch ein weiteres Mal in „seiner“ alten Sendung zu Gast sein werde, verneint Lustig allerdings. Am Ende der Sendung hört man neben dem Abschiedsspruch von Fritz Fuchs auch den von Peter Lustig, den er als Moderator selbst über 25 Jahre sagte.
- In den Folgen 260 und 261 wurde für Außenaufnahmen ein ehemaliger, inzwischen verwucherter Geländeteil des verlassenen Spreeparks in Berlin genutzt. So wurden in die Folge 260 Dinosaurierfiguren des Parks eingebaut, in Folge 261 ist in mehreren Szenen deutlich zu sehen, wie im Hintergrund aus der Natur das verrostete alte Riesenrad herausragt.
- In Folge 320 liegt Fritz wegen einer Verletzung im Krankenhaus. Daher führt Yasemin, die auf Hund Keks aufpassen soll, zusammen mit Nachbar Paschulke die Zuschauer durch die Sendung. Auch in der Folge 295 übernimmt Yasemin die Moderation.
- In der Folge Gewitter wurde auf dem Müggelturm gedreht.
- Der Bauwagen steht heute im Filmpark Babelsberg, ist allerdings durch Wind und Wetter beschädigt. So fehlen heute die meisten Stühle aus der Treppe und die Markise ist verschwunden. Die Badewanne an der Rückseite ist herausgebrochen (Stand: 2018).
- Die sprechende Ukulele Klaus-Dieter hat Peter Lustig in den Ruhestand begleitet. Sie ist bei einem Auftritt von Peter Lustig bei Markus Lanz am 27. April 2010 dabei und 2011 in der SWR-Sendung Wortwechsel bei einem Besuch auf Lustigs damaligen Anwesen in dessen Werkstatt zu sehen.
- Als Running Gag – schon seit Peter Lustig – öffnet sich von selbst eine der Außenschubladen und schließt sich wieder.[11][12] In der Folge „Diamant – Das geraubte Blau“ wird das Geheimnis um die Außenschublade gelüftet. Ein blaues Juwel (Meeresauge) ist zu Beginn der Sendereihe im Bauwagen von einem Juwelendieb versteckt worden.
- In Folge 451 Pferde – Sheriff von Bärstadt hatte Bernd das Brot einen Cameo-Auftritt.

## mittendrin
Die von 1988 bis 1995 für das ZDF produzierte Fernsehserie mittendrin entstand als Ableger der Serie Löwenzahn. Sie richtete sich an etwas ältere Kinder und Jugendliche und behandelte Themen aus Natur und Umwelt bzw. Umweltverschmutzung und Umweltschutz, z. B. erläutert er in der Folge „Mittendrin in einem Treibhaus“ die Waldschäden durch den sauren Regen. In jeder Folge stellte Peter Lustig seinen Schreibtisch an einen Schauplatz entsprechend dem jeweiligen Thema der Folge und nutzte ihn zudem als Labortisch (manchmal auch mitten im Supermarkt). Insgesamt moderierte Lustig 33 Folgen der Serie; weitere acht Folgen wurden von der Schauspielerin Anja Franke präsentiert.

## Löwenzahn – Das Kinoabenteuer
Am 12. Mai 2011 startete der Spielfilm Löwenzahn – Das Kinoabenteuer in den deutschen Kinos. Das ZDF und Studio.TV.Film produzierten ihn anlässlich des 30-jährigen Jubiläums der Serie. Statt lehrreicher Inhalte steht dabei eine actionreiche Geschichte um eine Schatzsuche im Vordergrund. Peter Timm führte die Regie. Neben Guido Hammesfahr, Helmut Krauss und Sanam Afrashteh spielen Ruby O. Fee als junge Abenteurerin sowie Dominique Horwitz und Petra Schmidt-Schaller als ihre Widersacher mit. Die Dreharbeiten fanden von Juli bis September 2010 statt, unter anderem in Thüringen auf Burg Ranis und im Kindermedienzentrum Erfurt.

## Löwenzähnchen
Seit dem 28. Oktober 2012 gibt es den Löwenzahn-Ableger Löwenzähnchen, der sich an Vorschulkinder richtet. In dieser Serie geht es besonders um Fritz’ Hund Keks. Während Fritz unterwegs ist, erlebt Keks eigene Abenteuer und zeigt so Kindern im Alter zwischen drei und sechs Jahren die Natur. Keks wird von Oliver Kalkofe gesprochen.
Prominente Synchronsprecher sind zum Beispiel Santiago Ziesmer als Karl Kaninchen und Hugo Hahn, Ilona Schulz als Kuh Karlotta und Katze Karla, Maximiliane Häcke als Maulwurf Maxi und Moritz Maus und Mackie Heilmann als Wilma Wildschwein und Matilda Marienkäfer.
Die Drehbücher schrieben Christian Eisert, Anja Flade-Kruse, Sebastian Jansen und Paul Schwarz. Im September 2012 hatte die „Löwenzähnchen-Bühnenshow“ Premiere auf der Party zum 15. Geburtstag des KiKA in Erfurt.
Die Show für Vorschulkinder und den Kinderbauwagen gibt es parallel zur neuen Vorschulserie von ZDFtivi bei der Marketingagentur Himmel und Erde e. K.

### Episodenliste der bisher 80 Folgen
Quelle fernsehserien.de:

#### 1. Staffel (2012)
1. Keks auf Gespensterjagd – Kaninchen
2. Keks und der Tümpelspringer – Frosch
3. Keks und das Kaugummigras – Kuh
4. Keks auf Kükensuche – Hahn
5. Keks zählt sieben Punkte – Marienkäfer
6. Keks und die weltbesten Hügel – Maulwurf
7. Keks und der verschwundene Ball – Katze
8. Keks und das kugelrunde Kugelnest – Zwergmaus
9. Keks und das Schlammbad – Wildschwein
10. Keks und die Schneckenmeisterschaft – Schnecke

#### 2. Staffel (2013)
1. Keks und die dicksten Backen der Welt – Hamster
2. Keks und die Minikekse – Hund
3. Keks und das bunte Flattern – Schmetterlinge
4. Keks und das große Futtern – Esel
5. Keks und das große Kribbeln – Ameise
6. Keks und die wilde Bande – Schwein
7. Keks und das große Schnattern – Gans
8. Keks und die Fliegenfalle – Frosch
9. Keks und die fliegende Nuss – Eichhörnchen
10. Keks und die Wasserburg – Biber
11. Keks und die Blubberblasen – Feuersalamander
12. Keks hört es klappern – Storchenpaar
13. Keks träumt vom Fliegen – Storchenbabys
14. Keks und der Kugelkaktus – Igel
15. Keks und der lange Bart – Ziege
16. Keks und die Ausreißer – Katzenbabys

#### 3. Staffel (2014)
1. Keks und die sonderbaren Äpfel – Pony
2. Keks und der Schlaumeier – Rabe
3. Keks und der Wiesengesang – Heuschrecke
4. Keks und der Chef des Waldes – Rothirsch
5. Keks und der laute Pfiff – Murmeltier
6. Keks und der weltbeste Dünger – Regenwurm
7. Keks und die salzige Leckerei – Schaf
8. Keks und das große Mümmeln – Hase
9. Keks und das große Waschen – Waschbär

#### 4. Staffel (2015)
1. Keks und die flinken Hufe – Fohlen
2. Keks und das Seeungeheuer – Taumelkäfer
3. Keks und das Sonnenbad – Eidechse
4. Keks und die Nachtgeister – Fledermaus
5. Keks und das Wellenbad – Schildkröte
6. Keks und der Abenteurer – Erdmännchen
7. Keks und die Räuber – Schwein
8. Keks und der Gummistiefelalarm – Ratte
9. Keks und die Superlauscher – Luchs

#### 5. Staffel (2016)
1. Keks und die kleinen Pinselohren – Luchsbabys
2. Keks und das Herzgesicht – Schleiereule
3. Keks und das Geschlängel – Kreuzotter
4. Keks und die Glücksvögel – Kranich
5. Keks und das Mückenschiff – Stechmücke
6. Keks und die Raufbolde – Fuchs
7. Keks und der Freund aus Peru – Alpaka
8. Keks und der Futterstreit – Meerschweinchen
9. Keks und die Schlafmützen – Siebenschläfer

#### 6. Staffel (2017)
1. Keks und die Mistkugel – Waldmistkäfer
2. Keks und der Wassertanz – Wasserläufer
3. Keks und der Doppeldecker – Erdkröte
4. Keks und die Lichterkette – Glühwürmchen
5. Keks und der Putzmuffel – Dachs
6. Keks und die perfekte Tarnung – Rehkitz
7. Keks und die neue Frisur – Alpaka
8. Keks und die fliegende Post – Brieftaube
9. Keks und das dicke Fell – Highlander

#### 7. Staffel (2020)
1. Keks und die Kunstflieger – Libelle
2. Keks und die Kraftpakete – Wisent
3. Keks und die Tauchmeister – Blässhuhn
4. Keks und der Bärenhunger – Bär
5. Keks und der Riesenwuschel – Löwe
6. Keks und der wilde Hund – Wüstenfuchs
7. Keks und die Eierdiebe – Strauß
8. Keks und die grauen Riesen – Elefant
9. Keks und der verlorene Schlüssel – Pavian

#### 8. Staffel (2021)
1. Keks und die lustige Rasselbande – Assel
2. Keks und der reimende Riese – Elch
3. Keks und die flinke Diebin – Hausmaus
4. Keks und die brummende Königin – Hornisse
5. Keks und die wuselige Wohnungssuche – Steinmarder
6. Keks und die mutige Wilde – Wölfin
7. Keks und die geheimnisvolle Fremde – Panzerschleiche
8. Keks und die schlaue Rettung – Ente
9. Keks und das Fest auf dem See – Schwan

## Medien

### Zeitschrift
Zur Sendung gibt es eine Kinderzeitschrift. Unter dem Titel Löwenzahn-Magazin erschien sie von 2000 bis 2011 im Egmont Ehapa Verlag. Seit 2011 wird das Löwenzahn-Magazin von Blue Ocean Entertainment verlegt. Das Wissensmagazin richtet sich an Kinder zwischen sechs und zehn Jahren.

### Computerspiele
Zur Sendung ist eine Reihe von Computerspielen im Terzio Verlag erschienen, von denen über 3 Millionen Exemplare verkauft wurden.
- Mittlerweile eingestellte Reihe:
  - Löwenzahn 1 (Themen: Kartoffeln, Holz, Maulwürfe, Hören, Salz, Hammer, Unkraut) (1997)
  - Löwenzahn 2 (Themen: Flugzeuge, Ballons, Erde, Wasser, Luft) (1999)
  - Löwenzahn 3 (Themen: Puppentheater, Magnete, Uhren, Ritter, Hasen, Wald, Igel) (1999)
  - Löwenzahn 4 (Themen: Steinzeit, Evolution, Kanalisation, Brücken, Verdauung, Skelett, Raumfahrt, Weltall) (2000)
  - Löwenzahn 5 (Themen: Auge, Nase, Schnecken, Watt und Deiche, Erfindungen, Eisenbahn und Räder, Heil- und Giftkräuter) (2001)
  - Löwenzahn 6 (Themen: Fledermäuse, Frösche, Malerei, Strom, Herbst/Winter, Staudämme/Flüsse, Haare, Nudeln) (2002)
  - Löwenzahn 7 (Themen: Musik und Stimme, Schrift und Druck, Fabrik und Schokolade, Moor, Schweine, Fotografie, Latzhose) (2003)[18]
  - Löwenzahn 8 (Themen: Kriminalistik, Segeln, Metalle, Telefon, Hunde und Wölfe, Berge) (2004)[19][20]
- Weitere interaktive Software:
  - Löwenzahn Kinder Lexikon (2001)
  - Löwenzahn Adventskalender (2002)[21]
  - Löwenzahn Spielebox: Die schönsten Löwenzahn-Spiele auf einer CD-Rom (2003)
  - Peter Lustigs Verkehrsschule (2003)
  - 25 Jahre Löwenzahn: Linsen, Laser, Flaschenzüge (2005)
  - Unterrichten mit Löwenzahn: Sinne und Technik (für Lehrkräfte) (2005)[22]

### DVDs und VHS
Im Dezember 2005 erschien die große Löwenzahn-Fan-Box mit 24 verschiedenen Folgen auf 6 DVDs, welche auch einzeln erhältlich waren. Zuvor sind verschiedene Einzelepisoden auf VHS erschienen. Seit November 2010 gibt es eine Best-of-Löwenzahn-DVD, die jeweils fünf Folgen mit Peter Lustig (Peter geht auf Knochenjagd, Peter tanzt auf dem Vulkan, Peter und die längste Nudel der Welt, Peters Reise in die Steinzeit, Peters Schnecken rennen) und Fritz Fuchs (Auge – Der doppelte Durchblick, Gummi – Kautschuk für den Kiosk, Rätselhafte Tiere – Bigfoot in Bärstadt, Schlangen – Geheimnisvolle Verstecke, Wind – Eine Mühle dreht durch) enthält.

### Bühnenshow
Seit Sommer 2010 gibt es eine Bühnenshow und den Löwenzahn-Eventbauwagen als mobile Show. Premiere hatte die neue Löwenzahn-Show im Juni 2010 auf der „Langen Nacht der Wissenschaften“ in Berlin-Adlershof und ging dann mit auf die Kika-Sommertour.

### Ausstellung
Im Jahr 2012 startete eine Ausstellung „Peter Lustig und Löwenzahn“, die als Wanderausstellung über technische Erfindungen informierte. Die Ausstellung wurde vom Technikmuseum Freudenberg (Siegerland) initiiert. Aufgrund des großen Erfolges wurde sie vom 2. April bis zum 31. Oktober 2013 fortgesetzt.

### Hörspiele
Ab 2000 wurden auch Hörspiele zu ausgewählten Löwenzahn-Episoden produziert. Diese unterscheiden sich meist nur geringfügig von den entsprechenden Folgen aus dem Fernsehen, lediglich die Hörspiele Peter auf Schatzsuche, Peters Piratensender und Peters Expedition zum Mond folgen keiner konkreten Episode. Erzähler der Hörspiele sind neben Lustig selbst Achim Schülke, Wolf Frass und Kai Rönnau. Alle Folgen enthalten neben der erzählten Geschichte und den Sachbeiträgen auch Lieder und ein Wissensquiz.
Auf MC und CD wurden folgende Episoden veröffentlicht:
Mit gezeichnetem Titelbild (Illustrationen von Klaus. H. Fischer und Björn Pertoft):
- Peter auf Schatzsuche
- Peters Piratensender
- Peters Expedition zum Mond
- Peter und der Tanz der Vampire
- Peter und der Müllwichtel
- Peter und der Schatz der alten Römer
- Peter kauft ’ne Eisenbahn

Mit Titelbild der Fernsehserie:
- Peter jagt den Dieb von Bärstadt
- Peter und das Biest vom Bärensee
- Peter stürmt die Berggipfel
- Peter und die Wunderlampe
- Peter und das Heulen der Wölfe
- Peter geht zur Feuerwehr
- Peter spielt den Wetterfrosch
- Peter will ’ne Minikuh
- Die Reise ins Abenteuer Teil 1
- Die Reise ins Abenteuer Teil 2

Zusätzlich erschien bereits im Jahr 1983 das Hörspiel Lieder und Geschichten von und mit Peter Lustig, welches inzwischen auch auf CD erschienen ist.
Im Sommer 2012 wurden beim Hörspiel-Label Karussell drei CDs veröffentlicht. Im Sommer 2013 folgten die nächsten drei Hörspiele.
- Löwenzahn 01 – Abenteuer im Feuerland
- Löwenzahn 02 – Das Heulen der Wölfe
- Löwenzahn 03 – Der Turm der Vampire
- Löwenzahn 04 – Geheimaktion auf der Baustelle
- Löwenzahn 05 – Ein Dino im Garten[24]
- Löwenzahn 06 – Ein Gas unter Druck

## Auszeichnungen
- 1980 bekamen Peter Lustig und Anne Voss den Adolf-Grimme-Preis mit Silber für Pusteblume.
- 1982 bekamen Ingo Hermann (Buch und Regie), Gabriele Röthemeyer (Buch und Regie) und Klaus Gensel (Kamera) für Löwenzahn einen Adolf-Grimme-Preis mit Silber.
- 2005 wurde Peter Lustig mit dem UmweltMedienpreis der Deutschen Umwelthilfe ausgezeichnet.
- 2007 erhielt Peter Lustig das Bundesverdienstkreuz am Bande (4. September)

## Sonstiges
Name und Logo der Sendung sind dem gewöhnlichen Löwenzahn nachempfunden.
In den Löwenzahn-Folgen mit Peter Lustig treten auch bekannte Schauspieler in Nebenrollen auf, etwa in der Folge Peter lässt die Flöhe springen mit Winfried Glatzeder oder in der Folge Peter sucht den Entenfußbaum mit Rüdiger Wandel als Dendrologe. In dieser Folge wird auch das Gedicht Gingo biloba erwähnt. In drei Folgen (Peter jagt den Dieb, Lebenswandel – Zeitreise in Bärstadt, Wisent – Urtiere in Gefahr) trat Ernst-Georg Schwill in einer Nebenrolle auf, davon zweimal als Kommissar Flink. In Eine Linde namens Paul spielte Harald Effenberg mit, in Peter steht auf dem Deich spielte Gernot Endemann mit, in der Folge Peter wird rot spielt Erna Aretz die Hautpflegeverkäuferin. In der Folge Peter geht in die Luft wurde die Ballonfahrerin von Helma Sjuts dargestellt, die keine Schauspielerin, sondern tatsächlich eine berühmte Ballonfahrerin war. In der Folge Peter sucht den Stein der Weisen erscheint Kurt Schmidtchen in einer ähnlichen Rolle, wie er bereits bei Dieter Hallervordens Nonstop Nonsens als Schmidtchen auftrat. In Peter geht zum Fernsehen findet eine Aufzeichnung der „Heute“-Nachrichten statt, Moderator ist Elmar Bartel, auch die Tele-illustrierte mit Claudia Kattenbusch ist in dieser Folge vorhanden. In „Peters Höhenflug“ spielt Jockel Tschiersch den Piloten. In „Luft im Sonderangebot“ wird Dr. Frosch von Horst Poenichen gespielt. In „Peter lässt die Puppen tanzen“ wird der Peter Klaus Steinmann als Berater aufgeführt. Hans-Joachim Grubel spielt in einer Folge den „Plastikpaule“. Für „Peter kämpft mit den Holzwürmern“ sang Hans Werner Olm den Holzwurmblues.
In der Folge Hühner sind musikalisch werden diverse Musikrichtungen dargeboten. Es beginnt mit Michael Praetorius’ Ballett der Hähne, geht weiter zu Johann Joachim Quantz’ Flötenkonzert und auch Julia Neigel unter der Kategorie Rock ist vertreten.
Seit der Folge Peter wird Künstler hängen am Bauwagen seine selbst gemalten Bilder von röhrenden Hirschen in der Stilrichtung der naiven Kunst nach Henri Rousseau. Hierbei spielt Gundula Petrovska die Auftraggeberin.
Peter besuchte u. a. den Archäologischen Park in Xanten und das Maxim-Gorki-Theater in Berlin. In „Peter auf hoher See“ war er auf dem Gasturbinenschiff Finnjet.
In „Peter will ein Museum eröffnen“ findet sich mit einer lebendigen Knetfigur eine Anspielung an die damals populäre Kinderserie Luzie, der Schrecken der Straße.
In „Hasen haben lange Ohren“ wird die vom Menschen in Australien eingeführte Krankheit Myxomatose dargestellt.
In „Peter und die Werbetricks“ deutet Peter die Schattenseiten des Kapitalismus an.
Am Ende von „Peters Wettlauf mit der Post“, eine der letzten Folgen mit Peter Lustig, wurde eine Sonderadresse für Fanpost bekannt gegeben. Sie lautete: Peter Lustig, Im Bauwagen.